# Oleksandrivka, Novoaidar
Oleksandrivka (în ucraineană Олександрівка) este un sat în comuna Ceabanivka din raionul Novoaidar, regiunea Luhansk, Ucraina.

## Demografie
Componența lingvistică a localității Oleksandrivka
     Ucraineană (89,51%)
     Rusă (10,49%)
Conform recensământului din 2001, majoritatea populației localității Oleksandrivka era vorbitoare de ucraineană (89,51%), existând în minoritate și vorbitori de rusă (10,49%).